# ويندوز 9x
ويندوز 9x مصطلح عام يشير إلى سلسلة من أنظمة ويندوز للحاسوب أُنتجت من عام 1995 إلى 2000، التي اعتُمدت على نواة ويندوز 95 وهي الأساس الأساسي لنظام إم إس دوس، كلاهما كانت قد حُدثت في الإصدارات اللاحقة. أول إصدار لسلسلة ويندوز 9x كانت ويندوز 95 يلحقه ويندوز 98 وبعدها ويندوز ميلينيوم. تلتي كان الإصدار الثالث والأخير لويندوز من سلسلة 9x. حتى حلت مكانها ويندوز إكس بي.